# Edyta Górniak
Edyta Anna Górniak (Ziębice, 14 de noviembre de 1972) es una cantante de pop polaca y una de las voces más reconocidas de la historia de la música de su país. Górniak posee un amplio rango vocal de aproximadamente cuatro octavas. Representó a Polonia en el Festival de Eurovisión en 1994 con el sencillo To nie ja.

## Biografía
Górniak nació en Ziębice y desde los 6 años residió en Opole. Allí fue alumna de Elżbieta Zapendowska, jefa de la sección de canción en la delegación de cultura de esa ciudad polaca, cuyo objetivo era la educación de jóvenes solistas vocales. Asimismo, Edyta acudió a la academia Studiu Buffo de Varsovia. Tras formar a los 14 años una banda con la que actuaba en fiestas y celebraciones privadas, su carrera profesional como tal comenzó cuando en 1989 participó en el programa televisivo Śpiewać każdy może (Todo el mundo puede cantar) que venció con el famoso tema de Sam Brown Stop.

## Trayectoria
Su carrera comenzó tras participar en el programa televisivo "Musical Metro" en 1989. Cuatro años más tarde, participaría en el Festival del Báltico donde conseguiría la tercera posición.
En 1990, se unió al grupo de actores de Janusz Józefowicz, preparando el musical Metro. Participó en sus producciones nacionales e internacionales, incluso en el Teatro Minskoff de Broadway en Nueva York.
En 1994 fue la primera representante de la televisión pública polaca en Eurovisión, donde obtuvo la segunda posición con la balada "To nie ja" ("Esa no soy yo"). TVE la galardonó en 2001 como mejor voz de la década de los 90 en Eurovisión. Fue la máxima posición alcanzada por el país en el festival.
Su participación en dicho concurso musical supondría su lanzamiento a la fama. En 1996 firmó un contrato en Londres con la discográfica EMI Music. Su primer álbum internacional "Edyta Gorniak" fue publicado pero, por desgracia para ella, no con el éxito esperado, vendiendo fuera de Polonia unas 350,000 copias. El sencillo When You Come Back to Me fue número #13 en Sudáfrica.
Fue la compañera de José Carreras en un concierto benéfico celebrado en diciembre de 1997 en el Teatro Nacional de Varsovia.
En 1999 comenzaría una gira por toda Polonia, grabándose su trabajo "Live '99". Tras la publicación de otros dos trabajos más, se apartaría temporalmente de los escenarios para ser madre y alegando presión por parte de la prensa rosa de su país.
Volvió al mundo musical con un sencillo grabado en francés y titulado "Lunatique". Es una de las cantantes más conocidas a nivel nacional.
En 2007 grabó un disco E.K.G., por desgracia solo al mercado polaco. E.K.G. es una disco con música lírica polaca, ritmos gitanos, r´n´b, pop, soul y canciones en inglés. El primer sencillo que promocionó el disco fue List ("Una carta"), que tiene melodía del hit I Surrender, de Céline Dion. Desde 2007 también se la puede ver cada sábado en una televisión polaca Polsat, en el programa Jak Oni śpiewają, donde forma parte del jurado.
Su regreso al éxito tras varios años de relativos fracasos se dio en 2008 con el sencillo To nie tak jak myślisz, que apareció en la película del mismo título y el EP de canciones navideñas Zakochaj się na Święta w kolędach, editado en diciembre del mismo año. En 2009 Edyta y Dariusz se divorciaron, terminando también con su compañía discográfica común. En 2010 apareció en la versión polaca de Mira quién baila. A lo largo de 2011 y 2012 ha ido editando los singles de su hasta ahora último disco de larga duración, My, editado en febrero de 2012. Ese mismo año participó en otro programa de televisión, la segunda edición en Polonia de La batalla de los coros, en la que quedó cuarta con una formación coral representante de su ciudad, Opole. Ese mismo año volvió a actuar en su país con el tenor Josep Carreras. Ya en 2013 ha grabado el clásico de Frank Sinatra My way a dúo con Matt Dusk.
Para 2014, Edyta firmó un contrato discográfico con Universal Music. Desde entonces ha publicado diferentes singles como Your High, Glow on y Oczyszczenie, que formarán parte de su futuro proyecto discográfico. A finales de año fue jurado de la versión polaca de The Voice, trabajo que volvió a repetir en 2015. En 2016 intentó volver a representar a Polonia en el Festival de Eurovisión, pero su tema Grateful solo pudo ser tercero en la selección nacional.

## Discografía
- Dotyk (1995 - 8 May)

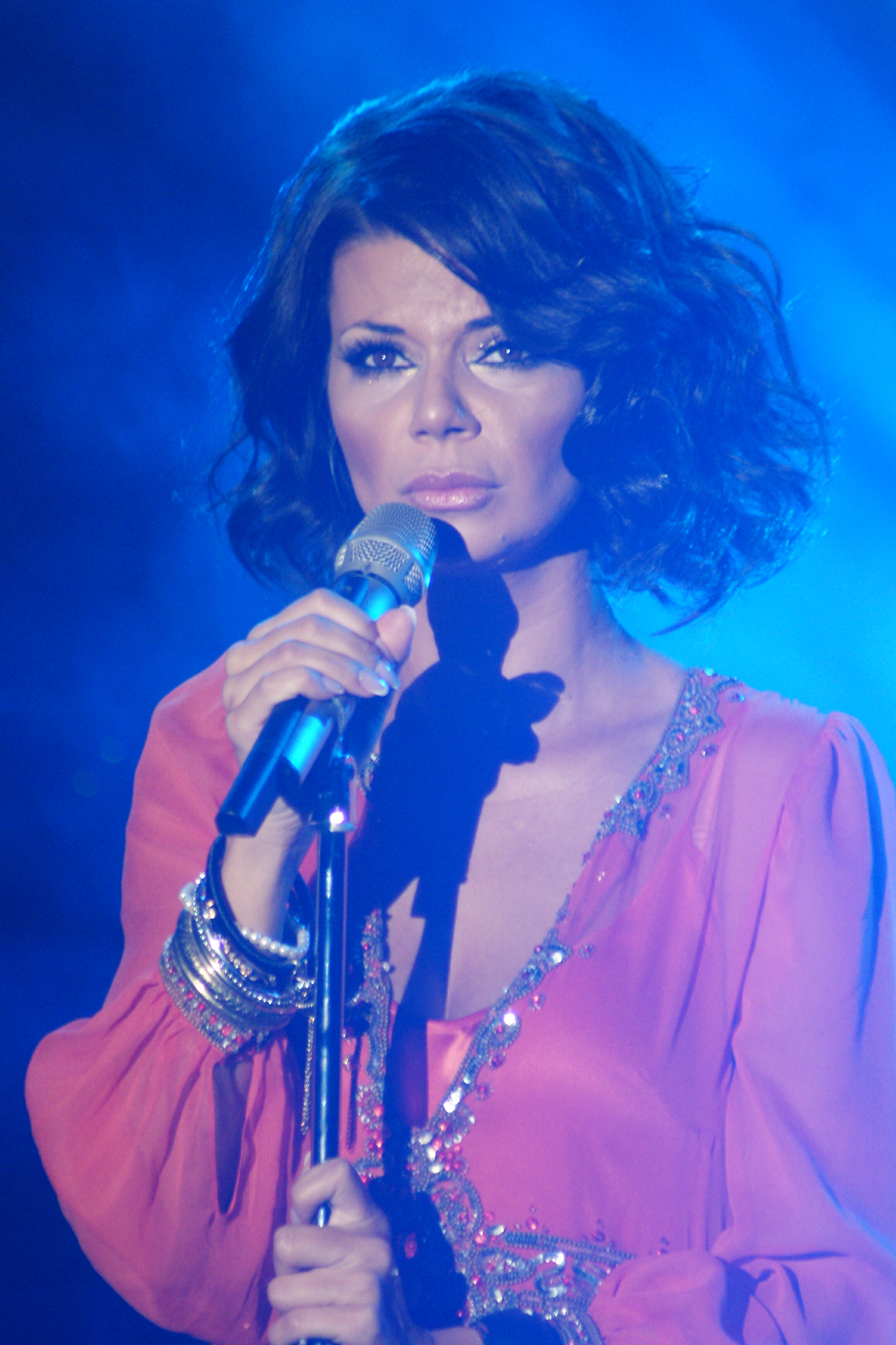
Edyta Górniak durante un concierto en 2009.

- Kiss Me, Feel Me (1997 - 7 November)
- Edyta Górniak (1997 - 10 November)
- Edyta Górniak special edition (1997 - 22 December) #13 Noruega, #18 Suecia, #22 Finlandia
- Live '99 (1999 - 25 September)
- Perła (2002 - 9 March)
- Perła special edition (2003 - 22 February)
- Invisible (2003 - 31 de marzo)
- Złota kolekcja: Dotyk (2004 - 22 de marzo)
- E.K.G. (12 de octubre de 2007)
- Zakochaj się na Święta w kolędach (villancicios polacos) - diciembre de 2008
- My - febrero de 2012